# Lista över fotbollsövergångar i Premier League säsongen 2018/2019
Detta är en Lista över fotbollsövergångar i Premier League säsongen 2018/2019.

## Premier League

### Arsenal

#### Sommarövergångar 2018
| Nr | Land      | Pos | Namn                                                       |
| -- | --------- | --- | ---------------------------------------------------------- |
|    | Schweiz   | F   | Stephan Lichtsteiner (från Juventus)                       |
|    | Tyskland  | MV  | Bernd Leno (från Bayer Leverkusen)                         |
|    | Grekland  | F   | Sokratis Papastathopoulos (från Borussia Dortmund)         |
|    | Uruguay   | MF  | Lucas Torreira (från Sampdoria)                            |
|    | Frankrike | MF  | Mattéo Guendouzi (från Lorient)                            |
|    | Argentina | MV  | Emiliano Martínez (Återvänder efter lån från Getafe)       |
|    | England   | F   | Carl Jenkinson (Återvänder efter lån från Birmingham City) |
|    | England   | F   | Cohen Bramall (Återvänder efter lån från Birmingham City)  |

| Nr | Land      | Pos | Namn                                                       |
| -- | --------- | --- | ---------------------------------------------------------- |
|    | Schweiz   | F   | Stephan Lichtsteiner (från Juventus)                       |
|    | Tyskland  | MV  | Bernd Leno (från Bayer Leverkusen)                         |
|    | Grekland  | F   | Sokratis Papastathopoulos (från Borussia Dortmund)         |
|    | Uruguay   | MF  | Lucas Torreira (från Sampdoria)                            |
|    | Frankrike | MF  | Mattéo Guendouzi (från Lorient)                            |
|    | Argentina | MV  | Emiliano Martínez (Återvänder efter lån från Getafe)       |
|    | England   | F   | Carl Jenkinson (Återvänder efter lån från Birmingham City) |
|    | England   | F   | Cohen Bramall (Återvänder efter lån från Birmingham City)  |

| Nr | Land       | Pos | Namn                                             |
| -- | ---------- | --- | ------------------------------------------------ |
| 4  | Tyskland   | F   | Per Mertesacker (Avslutat karriären)             |
| 19 | Spanien    | MF  | Santi Cazorla (till Villarreal)                  |
| 10 | England    | MF  | Jack Wilshere (till West Ham United)             |
| -  | England    | A   | Chuba Akpom (till PAOK Thessaloniki)             |
| -  | Spanien    | A   | Lucas Pérez (till West Ham United)               |
| -  | Costa Rica | A   | Joel Campbell (till Frosinone)                   |
| -  | Japan      | A   | Takuma Asano (Utlånad till Hannover 96)          |
| 54 | England    | MV  | Matt Macey (Utlånad till Plymouth Argyle)        |
| 21 | England    | F   | Calum Chambers (Utlånad till Fulham)             |
| 13 | Colombia   | MV  | David Ospina (Utlånad till Napoli)               |
| -  | Polen      | F   | Krystian Bielik (Utlånad till Charlton Athletic) |

| Nr | Land       | Pos | Namn                                             |
| -- | ---------- | --- | ------------------------------------------------ |
| 4  | Tyskland   | F   | Per Mertesacker (Avslutat karriären)             |
| 19 | Spanien    | MF  | Santi Cazorla (till Villarreal)                  |
| 10 | England    | MF  | Jack Wilshere (till West Ham United)             |
| -  | England    | A   | Chuba Akpom (till PAOK Thessaloniki)             |
| -  | Spanien    | A   | Lucas Pérez (till West Ham United)               |
| -  | Costa Rica | A   | Joel Campbell (till Frosinone)                   |
| -  | Japan      | A   | Takuma Asano (Utlånad till Hannover 96)          |
| 54 | England    | MV  | Matt Macey (Utlånad till Plymouth Argyle)        |
| 21 | England    | F   | Calum Chambers (Utlånad till Fulham)             |
| 13 | Colombia   | MV  | David Ospina (Utlånad till Napoli)               |
| -  | Polen      | F   | Krystian Bielik (Utlånad till Charlton Athletic) |

#### Vinterövergångar 2019
| Nr | Land | Pos | Namn |
| -- | ---- | --- | ---- |

| Nr | Land | Pos | Namn |
| -- | ---- | --- | ---- |

| Nr | Land | Pos | Namn |
| -- | ---- | --- | ---- |

| Nr | Land | Pos | Namn |
| -- | ---- | --- | ---- |

### Bournemouth

#### Sommarövergångar 2018
| Nr | Land     | Pos | Namn                                                    |
| -- | -------- | --- | ------------------------------------------------------- |
|    | Wales    | MF  | David Brooks (från Sheffield United)                    |
|    | Spanien  | F   | Diego Rico (från Leganés)                               |
|    | Colombia | MF  | Jefferson Lerma (från Levante)                          |
|    | England  | MV  | Aaron Ramsdale (Återvänder efter lån från Chesterfield) |

| Nr | Land     | Pos | Namn                                                    |
| -- | -------- | --- | ------------------------------------------------------- |
|    | Wales    | MF  | David Brooks (från Sheffield United)                    |
|    | Spanien  | F   | Diego Rico (från Leganés)                               |
|    | Colombia | MF  | Jefferson Lerma (från Levante)                          |
|    | England  | MV  | Aaron Ramsdale (Återvänder efter lån från Chesterfield) |

| Nr | Land            | Pos | Namn                                          |
| -- | --------------- | --- | --------------------------------------------- |
| -  | Kongo-Kinshasa  | A   | Benik Afobe (till Wolverhampton Wanderers)    |
| 29 | Wales           | F   | Rhoys Wiggins (Avslutat karriären)            |
| -  | England         | MV  | Ryan Allsop (till Wycombe Wanderers)          |
| -  | England         | F   | Baily Cargill (till Milton Keynes Dons)       |
| -  | Elfenbenskusten | MF  | Max Gradel (till Toulouse)                    |
| 32 | Australien      | MV  | Adam Federici (till Stoke City)               |
| 28 | England         | A   | Lewis Grabban (till Nottingham Forest)        |
| 23 | England         | MF  | Connor Mahoney (Utlånad till Birmingham City) |
| 22 | USA             | MF  | Emerson Hyndman (Utlånad till Hibernian)      |
| 14 | Australien      | F   | Brad Smith (Utlånad till Seattle Sounders)    |
| 8  | Irland          | MF  | Harry Arter (Utlånad till Cardiff City)       |

| Nr | Land            | Pos | Namn                                          |
| -- | --------------- | --- | --------------------------------------------- |
| -  | Kongo-Kinshasa  | A   | Benik Afobe (till Wolverhampton Wanderers)    |
| 29 | Wales           | F   | Rhoys Wiggins (Avslutat karriären)            |
| -  | England         | MV  | Ryan Allsop (till Wycombe Wanderers)          |
| -  | England         | F   | Baily Cargill (till Milton Keynes Dons)       |
| -  | Elfenbenskusten | MF  | Max Gradel (till Toulouse)                    |
| 32 | Australien      | MV  | Adam Federici (till Stoke City)               |
| 28 | England         | A   | Lewis Grabban (till Nottingham Forest)        |
| 23 | England         | MF  | Connor Mahoney (Utlånad till Birmingham City) |
| 22 | USA             | MF  | Emerson Hyndman (Utlånad till Hibernian)      |
| 14 | Australien      | F   | Brad Smith (Utlånad till Seattle Sounders)    |
| 8  | Irland          | MF  | Harry Arter (Utlånad till Cardiff City)       |

#### Vinterövergångar 2019
| Nr | Land | Pos | Namn |
| -- | ---- | --- | ---- |

| Nr | Land | Pos | Namn |
| -- | ---- | --- | ---- |

| Nr | Land | Pos | Namn |
| -- | ---- | --- | ---- |

| Nr | Land | Pos | Namn |
| -- | ---- | --- | ---- |

### Brighton & Hove Albion

#### Sommarövergångar 2018
| Nr | Land          | Pos | Namn                                                          |
| -- | ------------- | --- | ------------------------------------------------------------- |
|    | Nigeria       | F   | Leon Balogun (från Mainz)                                     |
|    | Rumänien      | A   | Florin Andone (från Deportivo La Coruna)                      |
|    | England       | MV  | Jason Steele (från Sunderland)                                |
|    | Brasilien     | F   | Bernardo (från RB Leipzig)                                    |
|    | England       | MV  | David Button (från Fulham)                                    |
|    | Sydafrika     | A   | Percy Tau (från Mamelodi Sundowns)                            |
|    | Mali          | MF  | Yves Bissouma (från Lille)                                    |
|    | Iran          | MF  | Alireza Jahanbakhsh (från AZ Alkmaar)                         |
|    | Ecuador       | MF  | Billy Arce (från Independiente del Valle)                     |
|    | England       | F   | Dan Burn (från Wigan Athletic)                                |
|    | Spanien       | F   | Martín Montoya (från Valencia)                                |
|    | Norge         | MF  | Mathias Norrmann (Återvänder efter lån från Molde)            |
|    | Nederländerna | MF  | Soufyan Ahannach (Återvänder efter lån från Sparta Rotterdam) |

| Nr | Land          | Pos | Namn                                                          |
| -- | ------------- | --- | ------------------------------------------------------------- |
|    | Nigeria       | F   | Leon Balogun (från Mainz)                                     |
|    | Rumänien      | A   | Florin Andone (från Deportivo La Coruna)                      |
|    | England       | MV  | Jason Steele (från Sunderland)                                |
|    | Brasilien     | F   | Bernardo (från RB Leipzig)                                    |
|    | England       | MV  | David Button (från Fulham)                                    |
|    | Sydafrika     | A   | Percy Tau (från Mamelodi Sundowns)                            |
|    | Mali          | MF  | Yves Bissouma (från Lille)                                    |
|    | Iran          | MF  | Alireza Jahanbakhsh (från AZ Alkmaar)                         |
|    | Ecuador       | MF  | Billy Arce (från Independiente del Valle)                     |
|    | England       | F   | Dan Burn (från Wigan Athletic)                                |
|    | Spanien       | F   | Martín Montoya (från Valencia)                                |
|    | Norge         | MF  | Mathias Norrmann (Återvänder efter lån från Molde)            |
|    | Nederländerna | MF  | Soufyan Ahannach (Återvänder efter lån från Sparta Rotterdam) |

| Nr | Land          | Pos | Namn                                                      |
| -- | ------------- | --- | --------------------------------------------------------- |
| 4  | Tyskland      | F   | Uwe Hünemeier (till Paderborn)                            |
| 15 | Skottland     | MF  | Jamie Murphy (till Rangers)                               |
| 23 | England       | F   | Liam Rosenior (Avslutat karriären)                        |
| 14 | England       | MF  | Steve Sidwell (Avslutat karriären)                        |
| -  | England       | MF  | Rohan Ince (Klubb ej klar)                                |
| -  | England       | F   | Tyler Hornby-Forbes (till Newport County)                 |
| 26 | Nederländerna | MV  | Tim Krul (till Norwich City)                              |
| 18 | England       | F   | Connor Goldson (till Rangers)                             |
| 12 | Finland       | MV  | Niki Mäenpää (till Bristol City)                          |
| 9  | England       | A   | Sam Baldock (till Reading)                                |
| 8  | Tjeckien      | MF  | Jiri Skalak (till Millwall)                               |
| -  | England       | MV  | Christian Walton (Utlånad till Wigan Athletic)            |
| 38 | Tjeckien      | F   | Aleš Matějů (Utlånad till Brescia)                        |
|    | Ecuador       | MF  | Billy Arce (Utlånad till Extremadura)                     |
|    | England       | F   | Dan Burn (Utlånad till Wigan Athletic)                    |
| -  | Nordirland    | MF  | Oliver Norwood (Utlånad till Sheffield United)            |
| -  | Sydafrika     | A   | Percy Tau (Utlånad till Saint-Gilloise)                   |
| 10 | Israel        | A   | Tomer Hemed (Utlånad till Queens Park Rangers)            |
| 36 | Irland        | MF  | Richie Towell (Utlånad till Rotherham United)             |
| -  | Argentina     | A   | Leonardo Ulloa (Återvänder efter lån till Leicester City) |
| -  | England       | A   | Isaiah Brown (Återvänder efter lån till Chelsea)          |

| Nr | Land          | Pos | Namn                                                      |
| -- | ------------- | --- | --------------------------------------------------------- |
| 4  | Tyskland      | F   | Uwe Hünemeier (till Paderborn)                            |
| 15 | Skottland     | MF  | Jamie Murphy (till Rangers)                               |
| 23 | England       | F   | Liam Rosenior (Avslutat karriären)                        |
| 14 | England       | MF  | Steve Sidwell (Avslutat karriären)                        |
| -  | England       | MF  | Rohan Ince (Klubb ej klar)                                |
| -  | England       | F   | Tyler Hornby-Forbes (till Newport County)                 |
| 26 | Nederländerna | MV  | Tim Krul (till Norwich City)                              |
| 18 | England       | F   | Connor Goldson (till Rangers)                             |
| 12 | Finland       | MV  | Niki Mäenpää (till Bristol City)                          |
| 9  | England       | A   | Sam Baldock (till Reading)                                |
| 8  | Tjeckien      | MF  | Jiri Skalak (till Millwall)                               |
| -  | England       | MV  | Christian Walton (Utlånad till Wigan Athletic)            |
| 38 | Tjeckien      | F   | Aleš Matějů (Utlånad till Brescia)                        |
|    | Ecuador       | MF  | Billy Arce (Utlånad till Extremadura)                     |
|    | England       | F   | Dan Burn (Utlånad till Wigan Athletic)                    |
| -  | Nordirland    | MF  | Oliver Norwood (Utlånad till Sheffield United)            |
| -  | Sydafrika     | A   | Percy Tau (Utlånad till Saint-Gilloise)                   |
| 10 | Israel        | A   | Tomer Hemed (Utlånad till Queens Park Rangers)            |
| 36 | Irland        | MF  | Richie Towell (Utlånad till Rotherham United)             |
| -  | Argentina     | A   | Leonardo Ulloa (Återvänder efter lån till Leicester City) |
| -  | England       | A   | Isaiah Brown (Återvänder efter lån till Chelsea)          |

#### Vinterövergångar 2019
| Nr | Land | Pos | Namn |
| -- | ---- | --- | ---- |

| Nr | Land | Pos | Namn |
| -- | ---- | --- | ---- |

| Nr | Land       | Pos | Namn                                   |
| -- | ---------- | --- | -------------------------------------- |
| -  | Nordirland | MF  | Oliver Norwood (till Sheffield United) |

| Nr | Land       | Pos | Namn                                   |
| -- | ---------- | --- | -------------------------------------- |
| -  | Nordirland | MF  | Oliver Norwood (till Sheffield United) |

### Burnley

#### Sommarövergångar 2018
| Nr | Land     | Pos | Namn                            |
| -- | -------- | --- | ------------------------------- |
|    | England  | F   | Ben Gibson (från Middlesbrough) |
|    | England  | MV  | Joe Hart (från Manchester City) |
|    | Tjeckien | A   | Matěj Vydra (från Derby County) |

| Nr | Land     | Pos | Namn                            |
| -- | -------- | --- | ------------------------------- |
|    | England  | F   | Ben Gibson (från Middlesbrough) |
|    | England  | MV  | Joe Hart (från Manchester City) |
|    | Tjeckien | A   | Matěj Vydra (från Derby County) |

| Nr | Land       | Pos | Namn                                                                 |
| -- | ---------- | --- | -------------------------------------------------------------------- |
| 37 | Kanada     | MF  | Scott Arfield (till Rangers)                                         |
| 8  | England    | MF  | Dean Marney (till Fleetwood Town)                                    |
| -  | England    | F   | Tom Anderson (till Doncaster Rovers)                                 |
| -  | England    | A   | Chris Long (till Fleetwood Town)                                     |
| 41 | Australien | MF  | Aiden O'Neill (Utlånad till Central Coast Mariners)                  |
| 21 | Bermuda    | A   | Nahki Wells (Utlånad till Queens Park Rangers)                       |
| 19 | Irland     | A   | Jonathan Walters (Utlånad till Ipswich Town)                         |
| -  | Kamerun    | MF  | Georges-Kevin N'Koudou (Återvänder efter lån till Tottenham Hotspur) |

| Nr | Land       | Pos | Namn                                                                 |
| -- | ---------- | --- | -------------------------------------------------------------------- |
| 37 | Kanada     | MF  | Scott Arfield (till Rangers)                                         |
| 8  | England    | MF  | Dean Marney (till Fleetwood Town)                                    |
| -  | England    | F   | Tom Anderson (till Doncaster Rovers)                                 |
| -  | England    | A   | Chris Long (till Fleetwood Town)                                     |
| 41 | Australien | MF  | Aiden O'Neill (Utlånad till Central Coast Mariners)                  |
| 21 | Bermuda    | A   | Nahki Wells (Utlånad till Queens Park Rangers)                       |
| 19 | Irland     | A   | Jonathan Walters (Utlånad till Ipswich Town)                         |
| -  | Kamerun    | MF  | Georges-Kevin N'Koudou (Återvänder efter lån till Tottenham Hotspur) |

#### Vinterövergångar 2019
| Nr | Land | Pos | Namn |
| -- | ---- | --- | ---- |

| Nr | Land | Pos | Namn |
| -- | ---- | --- | ---- |

| Nr | Land | Pos | Namn |
| -- | ---- | --- | ---- |

| Nr | Land | Pos | Namn |
| -- | ---- | --- | ---- |

### Cardiff City

#### Sommarövergångar 2018
| Nr | Land    | Pos | Namn                                                     |
| -- | ------- | --- | -------------------------------------------------------- |
|    | England | MF  | Josh Murphy (från Norwich City)                          |
|    | Irland  | F   | Greg Cunningham (från Preston North End)                 |
|    | England | MV  | Alex Smithies (från Queens Park Rangers)                 |
|    | England | A   | Bobby Reid (från Bristol City)                           |
|    | Irland  | MF  | Harry Arter (Inlånad från Bournemouth)                   |
|    | Spanien | MF  | Víctor Camarasa (Inlånad från Real Betis)                |
|    | England | A   | Lee Tomlin (Återvänder efter lån från Nottingham Forest) |

| Nr | Land    | Pos | Namn                                                     |
| -- | ------- | --- | -------------------------------------------------------- |
|    | England | MF  | Josh Murphy (från Norwich City)                          |
|    | Irland  | F   | Greg Cunningham (från Preston North End)                 |
|    | England | MV  | Alex Smithies (från Queens Park Rangers)                 |
|    | England | A   | Bobby Reid (från Bristol City)                           |
|    | Irland  | MF  | Harry Arter (Inlånad från Bournemouth)                   |
|    | Spanien | MF  | Víctor Camarasa (Inlånad från Real Betis)                |
|    | England | A   | Lee Tomlin (Återvänder efter lån från Nottingham Forest) |

| Nr | Land          | Pos | Namn                                                        |
| -- | ------------- | --- | ----------------------------------------------------------- |
| 15 | England       | F   | Greg Halford (Klubb ej klar)                                |
| 23 | Skottland     | MF  | Matthew Kennedy (till St. Johnstone)                        |
| -  | England       | MV  | Ben Wilson (till Bradford City)                             |
| 26 | Benin         | A   | Frédéric Gounongbe (Klubb ej klar)                          |
| -  | Nordirland    | MV  | Lee Camp (till Birmingham City)                             |
| -  | England       | A   | Omar Bogle (Utlånad till Birmingham City)                   |
| 37 | England       | A   | Rhys Healey (Utlånad till Milton Keynes Dons)               |
| -  | England       | MF  | Stuart O'Keefe (Utlånad till Plymouth Argyle)               |
| 29 | Nordirland    | A   | Jamie Ward (Återvänder efter lån till Nottingham Forest)    |
| 32 | Senegal       | F   | Armand Traoré (Återvänder efter lån till Nottingham Forest) |
| 24 | Serbien       | MF  | Marko Grujić (Återvänder efter lån till Liverpool)          |
| 21 | Skottland     | MF  | Craig Bryson (Återvänder efter lån till Derby County)       |
| 35 | Nederländerna | A   | Yanic Wildschut (Återvänder efter lån till Norwich City)    |
| 12 | England       | MF  | Liam Feeney (Återvänder efter lån till Blackburn Rovers)    |

| Nr | Land          | Pos | Namn                                                        |
| -- | ------------- | --- | ----------------------------------------------------------- |
| 15 | England       | F   | Greg Halford (Klubb ej klar)                                |
| 23 | Skottland     | MF  | Matthew Kennedy (till St. Johnstone)                        |
| -  | England       | MV  | Ben Wilson (till Bradford City)                             |
| 26 | Benin         | A   | Frédéric Gounongbe (Klubb ej klar)                          |
| -  | Nordirland    | MV  | Lee Camp (till Birmingham City)                             |
| -  | England       | A   | Omar Bogle (Utlånad till Birmingham City)                   |
| 37 | England       | A   | Rhys Healey (Utlånad till Milton Keynes Dons)               |
| -  | England       | MF  | Stuart O'Keefe (Utlånad till Plymouth Argyle)               |
| 29 | Nordirland    | A   | Jamie Ward (Återvänder efter lån till Nottingham Forest)    |
| 32 | Senegal       | F   | Armand Traoré (Återvänder efter lån till Nottingham Forest) |
| 24 | Serbien       | MF  | Marko Grujić (Återvänder efter lån till Liverpool)          |
| 21 | Skottland     | MF  | Craig Bryson (Återvänder efter lån till Derby County)       |
| 35 | Nederländerna | A   | Yanic Wildschut (Återvänder efter lån till Norwich City)    |
| 12 | England       | MF  | Liam Feeney (Återvänder efter lån till Blackburn Rovers)    |

#### Vinterövergångar 2019
| Nr | Land | Pos | Namn |
| -- | ---- | --- | ---- |

| Nr | Land | Pos | Namn |
| -- | ---- | --- | ---- |

| Nr | Land | Pos | Namn |
| -- | ---- | --- | ---- |

| Nr | Land | Pos | Namn |
| -- | ---- | --- | ---- |

### Chelsea

#### Sommarövergångar 2018
| Nr | Land          | Pos | Namn                                                          |
| -- | ------------- | --- | ------------------------------------------------------------- |
|    | Italien       | MF  | Jorginho (från Napoli)                                        |
|    | England       | MV  | Robert Green (från Huddersfield Town)                         |
|    | Spanien       | MV  | Kepa Arrizabalaga (från Athletic Bilbao)                      |
|    | Kroatien      | MF  | Mateo Kovačić (Inlånad från Real Madrid)                      |
|    | Nederländerna | MF  | Marco van Ginkel (Återvänder efter lån från PSV Eindhoven)    |
|    | England       | MF  | Ruben Loftus-Cheek (Återvänder efter lån från Crystal Palace) |
|    | Brasilien     | MF  | Lucas Piazon (Återvänder efter lån från Fulham)               |

| Nr | Land          | Pos | Namn                                                          |
| -- | ------------- | --- | ------------------------------------------------------------- |
|    | Italien       | MF  | Jorginho (från Napoli)                                        |
|    | England       | MV  | Robert Green (från Huddersfield Town)                         |
|    | Spanien       | MV  | Kepa Arrizabalaga (från Athletic Bilbao)                      |
|    | Kroatien      | MF  | Mateo Kovačić (Inlånad från Real Madrid)                      |
|    | Nederländerna | MF  | Marco van Ginkel (Återvänder efter lån från PSV Eindhoven)    |
|    | England       | MF  | Ruben Loftus-Cheek (Återvänder efter lån från Crystal Palace) |
|    | Brasilien     | MF  | Lucas Piazon (Återvänder efter lån från Fulham)               |

| Nr | Land            | Pos | Namn                                                  |
| -- | --------------- | --- | ----------------------------------------------------- |
| -  | Kroatien        | MV  | Matej Delac (till Horsens)                            |
| -  | Brasilien       | F   | Wallace (Klubb ej klar)                               |
| -  | Elfenbenskusten | MF  | Jérémie Boga (till Sassuolo)                          |
| 13 | Belgien         | MV  | Thibaut Courtois (till Real Madrid)                   |
| -  | England         | MF  | Lewis Baker (Utlånad till Leeds United)               |
| 35 | England         | F   | Jake Clarke-Salter (Utlånad till Vitesse)             |
| -  | Serbien         | MF  | Danilo Pantić (Utlånad till Partizan Belgrad)         |
| 37 | Portugal        | MV  | Eduardo (Utlånad till Vitesse)                        |
| 16 | Brasilien       | MF  | Kenedy (Utlånad till Newcastle United)                |
| -  | Colombia        | A   | Jhoao Rodríguez (Utlånad till Tenerife)               |
| -  | England         | MV  | Jamal Blackman (Utlånad till Leeds United)            |
| -  | England         | F   | Todd Kane (Utlånad till Hull City)                    |
| -  | Kroatien        | MF  | Mario Pašalić (Utlånad till Atalanta)                 |
| -  | Brasilien       | MF  | Nathan Allan de Souza (Utlånad till Atlético Mineiro) |
| -  | USA             | F   | Matt Miazga (Utlånad till Nantes)                     |
| -  | Frankrike       | F   | Kurt Zouma (Utlånad till Everton)                     |
| -  | Belgien         | A   | Michy Batshuayi (Utlånad till Valencia)               |
| 14 | Frankrike       | MF  | Tiémoué Bakayoko (Utlånad till Milan)                 |
| -  | Nigeria         | F   | Kenneth Omeruo (Utlånad till Leganés)                 |
| -  | Nigeria         | F   | Ola Aina (Utlånad till Torino)                        |
| -  | Tjeckien        | F   | Tomáš Kalas (Utlånad till Bristol City)               |
| -  | Jamaica         | F   | Michael Hector (Utlånad till Sheffield Wednesday)     |
| -  | England         | A   | Tammy Abraham (Utlånad till Aston Villa)              |
| 67 | Belgien         | MF  | Charly Musonda (Utlånad till Vitesse)                 |

| Nr | Land            | Pos | Namn                                                  |
| -- | --------------- | --- | ----------------------------------------------------- |
| -  | Kroatien        | MV  | Matej Delac (till Horsens)                            |
| -  | Brasilien       | F   | Wallace (Klubb ej klar)                               |
| -  | Elfenbenskusten | MF  | Jérémie Boga (till Sassuolo)                          |
| 13 | Belgien         | MV  | Thibaut Courtois (till Real Madrid)                   |
| -  | England         | MF  | Lewis Baker (Utlånad till Leeds United)               |
| 35 | England         | F   | Jake Clarke-Salter (Utlånad till Vitesse)             |
| -  | Serbien         | MF  | Danilo Pantić (Utlånad till Partizan Belgrad)         |
| 37 | Portugal        | MV  | Eduardo (Utlånad till Vitesse)                        |
| 16 | Brasilien       | MF  | Kenedy (Utlånad till Newcastle United)                |
| -  | Colombia        | A   | Jhoao Rodríguez (Utlånad till Tenerife)               |
| -  | England         | MV  | Jamal Blackman (Utlånad till Leeds United)            |
| -  | England         | F   | Todd Kane (Utlånad till Hull City)                    |
| -  | Kroatien        | MF  | Mario Pašalić (Utlånad till Atalanta)                 |
| -  | Brasilien       | MF  | Nathan Allan de Souza (Utlånad till Atlético Mineiro) |
| -  | USA             | F   | Matt Miazga (Utlånad till Nantes)                     |
| -  | Frankrike       | F   | Kurt Zouma (Utlånad till Everton)                     |
| -  | Belgien         | A   | Michy Batshuayi (Utlånad till Valencia)               |
| 14 | Frankrike       | MF  | Tiémoué Bakayoko (Utlånad till Milan)                 |
| -  | Nigeria         | F   | Kenneth Omeruo (Utlånad till Leganés)                 |
| -  | Nigeria         | F   | Ola Aina (Utlånad till Torino)                        |
| -  | Tjeckien        | F   | Tomáš Kalas (Utlånad till Bristol City)               |
| -  | Jamaica         | F   | Michael Hector (Utlånad till Sheffield Wednesday)     |
| -  | England         | A   | Tammy Abraham (Utlånad till Aston Villa)              |
| 67 | Belgien         | MF  | Charly Musonda (Utlånad till Vitesse)                 |

#### Vinterövergångar 2019
| Nr | Land | Pos | Namn |
| -- | ---- | --- | ---- |

| Nr | Land | Pos | Namn |
| -- | ---- | --- | ---- |

| Nr | Land | Pos | Namn |
| -- | ---- | --- | ---- |

| Nr | Land | Pos | Namn |
| -- | ---- | --- | ---- |

### Crystal Palace

#### Sommarövergångar 2018
| Nr | Land     | Pos | Namn                                                        |
| -- | -------- | --- | ----------------------------------------------------------- |
|    | Spanien  | MV  | Vicente Guaita (från Getafe)                                |
|    | Senegal  | MF  | Cheikhou Kouyaté (från West Ham United)                     |
|    | Tyskland | MF  | Max Meyer (från Schalke 04)                                 |
|    | Ghana    | A   | Jordan Ayew (Inlånad från Swansea City)                     |
|    | Wales    | MF  | Jonathan Williams (Återvänder efter lån från Sunderland)    |
|    | England  | MF  | Sullay Kaikai (Återvänder efter lån från Charlton Athletic) |

| Nr | Land     | Pos | Namn                                                        |
| -- | -------- | --- | ----------------------------------------------------------- |
|    | Spanien  | MV  | Vicente Guaita (från Getafe)                                |
|    | Senegal  | MF  | Cheikhou Kouyaté (från West Ham United)                     |
|    | Tyskland | MF  | Max Meyer (från Schalke 04)                                 |
|    | Ghana    | A   | Jordan Ayew (Inlånad från Swansea City)                     |
|    | Wales    | MF  | Jonathan Williams (Återvänder efter lån från Sunderland)    |
|    | England  | MF  | Sullay Kaikai (Återvänder efter lån från Charlton Athletic) |

| Nr | Land          | Pos | Namn                                                              |
| -- | ------------- | --- | ----------------------------------------------------------------- |
| 7  | Frankrike     | MF  | Yohan Cabaye (till Al-Nasr)                                       |
| 16 | Brasilien     | MV  | Diego Cavalieri (Klubb ej klar)                                   |
| 27 | Irland        | F   | Damien Delaney (till Cork City)                                   |
| 14 | Sydkorea      | MF  | Lee Chung-Yong (Klubb ej klar)                                    |
| 26 | Mali          | MF  | Bakary Sako (Klubb ej klar)                                       |
| 33 | Polen         | F   | Jarosław Jach (Utlånad till Rizespor)                             |
| -  | England       | F   | Ryan Inniss (Utlånad till Dundee)                                 |
| 31 | Sverige       | MF  | Erdal Rakip (Återvänder efter lån till Benfica)                   |
| 24 | Nederländerna | F   | Timothy Fosu-Mensah (Återvänder efter lån till Manchester United) |
| 8  | England       | MF  | Ruben Loftus-Cheek (Återvänder efter lån till Chelsea)            |

| Nr | Land          | Pos | Namn                                                              |
| -- | ------------- | --- | ----------------------------------------------------------------- |
| 7  | Frankrike     | MF  | Yohan Cabaye (till Al-Nasr)                                       |
| 16 | Brasilien     | MV  | Diego Cavalieri (Klubb ej klar)                                   |
| 27 | Irland        | F   | Damien Delaney (till Cork City)                                   |
| 14 | Sydkorea      | MF  | Lee Chung-Yong (Klubb ej klar)                                    |
| 26 | Mali          | MF  | Bakary Sako (Klubb ej klar)                                       |
| 33 | Polen         | F   | Jarosław Jach (Utlånad till Rizespor)                             |
| -  | England       | F   | Ryan Inniss (Utlånad till Dundee)                                 |
| 31 | Sverige       | MF  | Erdal Rakip (Återvänder efter lån till Benfica)                   |
| 24 | Nederländerna | F   | Timothy Fosu-Mensah (Återvänder efter lån till Manchester United) |
| 8  | England       | MF  | Ruben Loftus-Cheek (Återvänder efter lån till Chelsea)            |

#### Vinterövergångar 2019
| Nr | Land | Pos | Namn |
| -- | ---- | --- | ---- |

| Nr | Land | Pos | Namn |
| -- | ---- | --- | ---- |

| Nr | Land | Pos | Namn |
| -- | ---- | --- | ---- |

| Nr | Land | Pos | Namn |
| -- | ---- | --- | ---- |

### Everton

#### Sommarövergångar 2018
| Nr | Land      | Pos | Namn                                                    |
| -- | --------- | --- | ------------------------------------------------------- |
|    | Brasilien | MF  | Richarlison (från Watford)                              |
|    | Frankrike | F   | Lucas Digne (från Barcelona)                            |
|    | Colombia  | F   | Yerry Mina (från Barcelona)                             |
|    | Brasilien | MF  | Bernard (från Sjachtar Donetsk)                         |
|    | Portugal  | MF  | André Gomes (Inlånad från Barcelona)                    |
|    | Frankrike | F   | Kurt Zouma (Inlånad från Chelsea)                       |
|    | England   | A   | Ademola Lookman (Återvänder efter lån från RB Leipzig)  |
|    | England   | F   | Brendan Galloway (Återvänder efter lån från Sunderland) |
|    | England   | F   | Tyias Browning (Återvänder efter lån från Sunderland)   |

| Nr | Land      | Pos | Namn                                                    |
| -- | --------- | --- | ------------------------------------------------------- |
|    | Brasilien | MF  | Richarlison (från Watford)                              |
|    | Frankrike | F   | Lucas Digne (från Barcelona)                            |
|    | Colombia  | F   | Yerry Mina (från Barcelona)                             |
|    | Brasilien | MF  | Bernard (från Sjachtar Donetsk)                         |
|    | Portugal  | MF  | André Gomes (Inlånad från Barcelona)                    |
|    | Frankrike | F   | Kurt Zouma (Inlånad från Chelsea)                       |
|    | England   | A   | Ademola Lookman (Återvänder efter lån från RB Leipzig)  |
|    | England   | F   | Brendan Galloway (Återvänder efter lån från Sunderland) |
|    | England   | F   | Tyias Browning (Återvänder efter lån från Sunderland)   |

| Nr | Land                    | Pos | Namn                                                         |
| -- | ----------------------- | --- | ------------------------------------------------------------ |
| -  | England                 | MF  | Conor Grant (till Plymouth Argyle)                           |
| 33 | Spanien                 | MV  | Joel Robles (till Real Betis)                                |
| 25 | Argentina               | F   | Ramiro Funes Mori (till Villarreal)                          |
| 10 | England                 | A   | Wayne Rooney (till DC United)                                |
| 20 | Nederländerna           | MF  | Davy Klaassen (till Werder Bremen)                           |
| 36 | England                 | F   | Luke Garbutt (Utlånad till Oxford United)                    |
| -  | Nigeria                 | A   | Henry Onyekuru (Utlånad till Galatasaray)                    |
| -  | Schweiz                 | A   | Shani Tarashaj (Utlånad till Grasshoppers)                   |
| 5  | Wales                   | F   | Ashley Williams (Utlånad till Stoke City)                    |
| -  | Belgien                 | A   | Kevin Mirallas (Utlånad till Fiorentina)                     |
| 27 | Kroatien                | MF  | Nikola Vlašić (Utlånad till CSKA Moskva)                     |
| 15 | Curaçao                 | F   | Cuco Martina (Utlånad till Stoke City)                       |
| -  | Bosnien och Hercegovina | MF  | Muhamed Bešić (Utlånad till Middlesbrough)                   |
| 7  | Kongo-Kinshasa          | MF  | Yannick Bolasie (Utlånad till Aston Villa)                   |
| -  | Spanien                 | A   | Sandro Ramírez (Utlånad till Real Sociedad)                  |
| -  | England                 | F   | Matthew Pennington (Utlånad till Ipswich Town)               |
| 13 | Frankrike               | F   | Eliaquim Mangala (Återvänder efter lån till Manchester City) |

| Nr | Land                    | Pos | Namn                                                         |
| -- | ----------------------- | --- | ------------------------------------------------------------ |
| -  | England                 | MF  | Conor Grant (till Plymouth Argyle)                           |
| 33 | Spanien                 | MV  | Joel Robles (till Real Betis)                                |
| 25 | Argentina               | F   | Ramiro Funes Mori (till Villarreal)                          |
| 10 | England                 | A   | Wayne Rooney (till DC United)                                |
| 20 | Nederländerna           | MF  | Davy Klaassen (till Werder Bremen)                           |
| 36 | England                 | F   | Luke Garbutt (Utlånad till Oxford United)                    |
| -  | Nigeria                 | A   | Henry Onyekuru (Utlånad till Galatasaray)                    |
| -  | Schweiz                 | A   | Shani Tarashaj (Utlånad till Grasshoppers)                   |
| 5  | Wales                   | F   | Ashley Williams (Utlånad till Stoke City)                    |
| -  | Belgien                 | A   | Kevin Mirallas (Utlånad till Fiorentina)                     |
| 27 | Kroatien                | MF  | Nikola Vlašić (Utlånad till CSKA Moskva)                     |
| 15 | Curaçao                 | F   | Cuco Martina (Utlånad till Stoke City)                       |
| -  | Bosnien och Hercegovina | MF  | Muhamed Bešić (Utlånad till Middlesbrough)                   |
| 7  | Kongo-Kinshasa          | MF  | Yannick Bolasie (Utlånad till Aston Villa)                   |
| -  | Spanien                 | A   | Sandro Ramírez (Utlånad till Real Sociedad)                  |
| -  | England                 | F   | Matthew Pennington (Utlånad till Ipswich Town)               |
| 13 | Frankrike               | F   | Eliaquim Mangala (Återvänder efter lån till Manchester City) |

#### Vinterövergångar 2019
| Nr | Land | Pos | Namn |
| -- | ---- | --- | ---- |

| Nr | Land | Pos | Namn |
| -- | ---- | --- | ---- |

| Nr | Land | Pos | Namn |
| -- | ---- | --- | ---- |

| Nr | Land | Pos | Namn |
| -- | ---- | --- | ---- |

### Fulham

#### Sommarövergångar 2018
| Nr | Land            | Pos | Namn                                                 |
| -- | --------------- | --- | ---------------------------------------------------- |
|    | Elfenbenskusten | MF  | Jean Michaël Seri (från Nice)                        |
|    | Frankrike       | F   | Maxime Le Marchand (från Nice)                       |
|    | Spanien         | MV  | Fabri (från Beşiktaş)                                |
|    | Serbien         | A   | Aleksandar Mitrović (från Newcastle United)          |
|    | England         | F   | Alfie Mawson (från Swansea City)                     |
|    | England         | F   | Joe Bryan (från Bristol City)                        |
|    | Kamerun         | MF  | André-Frank Zambo Anguissa (från Marseille)          |
|    | Tyskland        | MF  | André Schürrle (Inlånad från Borussia Dortmund)      |
|    | England         | F   | Calum Chambers (Inlånad från Arsenal)                |
|    | Spanien         | MV  | Sergio Rico (Inlånad från Sevilla)                   |
|    | Nederländerna   | F   | Timothy Fosu-Mensah (Inlånad från Manchester United) |
|    | Argentina       | A   | Luciano Vietto (Inlånad från Atlético Madrid)        |

| Nr | Land            | Pos | Namn                                                 |
| -- | --------------- | --- | ---------------------------------------------------- |
|    | Elfenbenskusten | MF  | Jean Michaël Seri (från Nice)                        |
|    | Frankrike       | F   | Maxime Le Marchand (från Nice)                       |
|    | Spanien         | MV  | Fabri (från Beşiktaş)                                |
|    | Serbien         | A   | Aleksandar Mitrović (från Newcastle United)          |
|    | England         | F   | Alfie Mawson (från Swansea City)                     |
|    | England         | F   | Joe Bryan (från Bristol City)                        |
|    | Kamerun         | MF  | André-Frank Zambo Anguissa (från Marseille)          |
|    | Tyskland        | MF  | André Schürrle (Inlånad från Borussia Dortmund)      |
|    | England         | F   | Calum Chambers (Inlånad från Arsenal)                |
|    | Spanien         | MV  | Sergio Rico (Inlånad från Sevilla)                   |
|    | Nederländerna   | F   | Timothy Fosu-Mensah (Inlånad från Manchester United) |
|    | Argentina       | A   | Luciano Vietto (Inlånad från Atlético Madrid)        |

| Nr | Land       | Pos | Namn                                                              |
| -- | ---------- | --- | ----------------------------------------------------------------- |
| 2  | England    | F   | Ryan Fredericks (till West Ham United)                            |
| -  | Wales      | MF  | George Williams (till Forest Green Rovers)                        |
| 27 | England    | MV  | David Button (till Brighton & Hove Albion)                        |
| 37 | England    | MF  | Tayo Edun (Utlånad till Ipswich Town)                             |
| 23 | Spanien    | F   | Marcelo Djaló (Utlånad till Extremadura)                          |
| -  | England    | A   | Cauley Woodrow (Utlånad till Barnsley)                            |
| 9  | Portugal   | A   | Rui Fonte (Utlånad till Lille)                                    |
| 26 | Tjeckien   | F   | Tomáš Kalas (Återvänder efter lån till Chelsea)                   |
| 21 | England    | F   | Matt Targett (Återvänder efter lån till Southampton)              |
| 16 | Nordirland | MF  | Oliver Norwood (Återvänder efter lån till Brighton & Hove Albion) |
| 19 | England    | A   | Sheyi Ojo (Återvänder efter lån till Liverpool)                   |

| Nr | Land       | Pos | Namn                                                              |
| -- | ---------- | --- | ----------------------------------------------------------------- |
| 2  | England    | F   | Ryan Fredericks (till West Ham United)                            |
| -  | Wales      | MF  | George Williams (till Forest Green Rovers)                        |
| 27 | England    | MV  | David Button (till Brighton & Hove Albion)                        |
| 37 | England    | MF  | Tayo Edun (Utlånad till Ipswich Town)                             |
| 23 | Spanien    | F   | Marcelo Djaló (Utlånad till Extremadura)                          |
| -  | England    | A   | Cauley Woodrow (Utlånad till Barnsley)                            |
| 9  | Portugal   | A   | Rui Fonte (Utlånad till Lille)                                    |
| 26 | Tjeckien   | F   | Tomáš Kalas (Återvänder efter lån till Chelsea)                   |
| 21 | England    | F   | Matt Targett (Återvänder efter lån till Southampton)              |
| 16 | Nordirland | MF  | Oliver Norwood (Återvänder efter lån till Brighton & Hove Albion) |
| 19 | England    | A   | Sheyi Ojo (Återvänder efter lån till Liverpool)                   |

#### Vinterövergångar 2019
| Nr | Land | Pos | Namn |
| -- | ---- | --- | ---- |

| Nr | Land | Pos | Namn |
| -- | ---- | --- | ---- |

| Nr | Land    | Pos | Namn                           |
| -- | ------- | --- | ------------------------------ |
| -  | England | A   | Cauley Woodrow (till Barnsley) |

| Nr | Land    | Pos | Namn                           |
| -- | ------- | --- | ------------------------------ |
| -  | England | A   | Cauley Woodrow (till Barnsley) |

### Huddersfield Town

#### Sommarövergångar 2018
| Nr | Land          | Pos | Namn                                    |
| -- | ------------- | --- | --------------------------------------- |
|    | Schweiz       | F   | Florent Hadergjonaj (från Ingolstadt)   |
|    | Danmark       | MV  | Jonas Lössl (från Mainz)                |
|    | England       | MV  | Ben Hamer (från Leicester City)         |
|    | Nederländerna | F   | Terence Kongolo (från AS Monaco)        |
|    | Egypten       | MF  | Ramadan Sobhi (från Stoke City)         |
|    | Nederländerna | MF  | Juninho Bacuna (från Groningen)         |
|    | Tyskland      | F   | Erik Durm (från Borussia Dortmund)      |
|    | Frankrike     | A   | Adama Diakhaby (från AS Monaco)         |
|    | Belgien       | A   | Isaac Mbenza (Inlånad från Montpellier) |

| Nr | Land          | Pos | Namn                                    |
| -- | ------------- | --- | --------------------------------------- |
|    | Schweiz       | F   | Florent Hadergjonaj (från Ingolstadt)   |
|    | Danmark       | MV  | Jonas Lössl (från Mainz)                |
|    | England       | MV  | Ben Hamer (från Leicester City)         |
|    | Nederländerna | F   | Terence Kongolo (från AS Monaco)        |
|    | Egypten       | MF  | Ramadan Sobhi (från Stoke City)         |
|    | Nederländerna | MF  | Juninho Bacuna (från Groningen)         |
|    | Tyskland      | F   | Erik Durm (från Borussia Dortmund)      |
|    | Frankrike     | A   | Adama Diakhaby (från AS Monaco)         |
|    | Belgien       | A   | Isaac Mbenza (Inlånad från Montpellier) |

| Nr | Land     | Pos | Namn                                        |
| -- | -------- | --- | ------------------------------------------- |
| 28 | England  | MV  | Robert Green (till Chelsea)                 |
| 4  | England  | MF  | Dean Whitehead (Avslutat karriären)         |
| 7  | Irland   | A   | Sean Scannell (till Bradford City)          |
| -  | England  | F   | Tareiq Holmes-Dennis (till Bristol Rovers)  |
| 22 | England  | MF  | Tom Ince (till Stoke City)                  |
| -  | England  | A   | Jordy Hiwula (till Coventry City)           |
| 3  | England  | F   | Scott Malone (till Derby County)            |
| 44 | Tyskland | F   | Michael Hefele (till Nottingham Forest)     |
| -  | England  | MF  | Jack Payne (Utlånad till Bradford City)     |
| 13 | England  | MV  | Joel Coleman (Utlånad till Shrewsbury Town) |

| Nr | Land     | Pos | Namn                                        |
| -- | -------- | --- | ------------------------------------------- |
| 28 | England  | MV  | Robert Green (till Chelsea)                 |
| 4  | England  | MF  | Dean Whitehead (Avslutat karriären)         |
| 7  | Irland   | A   | Sean Scannell (till Bradford City)          |
| -  | England  | F   | Tareiq Holmes-Dennis (till Bristol Rovers)  |
| 22 | England  | MF  | Tom Ince (till Stoke City)                  |
| -  | England  | A   | Jordy Hiwula (till Coventry City)           |
| 3  | England  | F   | Scott Malone (till Derby County)            |
| 44 | Tyskland | F   | Michael Hefele (till Nottingham Forest)     |
| -  | England  | MF  | Jack Payne (Utlånad till Bradford City)     |
| 13 | England  | MV  | Joel Coleman (Utlånad till Shrewsbury Town) |

#### Vinterövergångar 2019
| Nr | Land | Pos | Namn |
| -- | ---- | --- | ---- |

| Nr | Land | Pos | Namn |
| -- | ---- | --- | ---- |

| Nr | Land | Pos | Namn |
| -- | ---- | --- | ---- |

| Nr | Land | Pos | Namn |
| -- | ---- | --- | ---- |

### Leicester City

#### Sommarövergångar 2018
| Nr | Land       | Pos | Namn                                               |
| -- | ---------- | --- | -------------------------------------------------- |
|    | Portugal   | F   | Ricardo Pereira (från Porto)                       |
|    | Nordirland | F   | Jonny Evans (från West Bromwich Albion)            |
|    | England    | MF  | James Maddison (från Norwich City)                 |
|    | Wales      | MV  | Danny Ward (från Liverpool)                        |
|    | Algeriet   | MF  | Rachid Ghezzal (från AS Monaco)                    |
|    | Turkiet    | F   | Çağlar Söyüncü (från Freiburg)                     |
|    | Kroatien   | F   | Filip Benković (från Dinamo Zagreb)                |
|    | Frankrike  | MF  | Nampalys Mendy (Återvänder efter lån från Nice)    |
|    | Wales      | MF  | Andy King (Återvänder efter lån från Swansea City) |

| Nr | Land       | Pos | Namn                                               |
| -- | ---------- | --- | -------------------------------------------------- |
|    | Portugal   | F   | Ricardo Pereira (från Porto)                       |
|    | Nordirland | F   | Jonny Evans (från West Bromwich Albion)            |
|    | England    | MF  | James Maddison (från Norwich City)                 |
|    | Wales      | MV  | Danny Ward (från Liverpool)                        |
|    | Algeriet   | MF  | Rachid Ghezzal (från AS Monaco)                    |
|    | Turkiet    | F   | Çağlar Söyüncü (från Freiburg)                     |
|    | Kroatien   | F   | Filip Benković (från Dinamo Zagreb)                |
|    | Frankrike  | MF  | Nampalys Mendy (Återvänder efter lån från Nice)    |
|    | Wales      | MF  | Andy King (Återvänder efter lån från Swansea City) |

| Nr | Land      | Pos | Namn                                                             |
| -- | --------- | --- | ---------------------------------------------------------------- |
| 12 | England   | MV  | Ben Hamer (till Huddersfield Town)                               |
| 6  | Tyskland  | F   | Robert Huth (Klubb ej klar)                                      |
| 26 | Algeriet  | MF  | Riyad Mahrez (till Manchester City)                              |
| -  | Nigeria   | A   | Ahmed Musa (till Al-Nassr)                                       |
| -  | Argentina | A   | Leonardo Ulloa (till Pachuca)                                    |
| -  | England   | MF  | Harvey Barnes (Utlånad till West Bromwich Albion)                |
| -  | Wales     | MF  | George Thomas (Utlånad till Scunthorpe United)                   |
| -  | Algeriet  | A   | Islam Slimani (Utlånad till Fenerbahçe)                          |
| -  | Polen     | MF  | Bartosz Kapustka (Utlånad till OH Leuven)                        |
| -  | Kroatien  | F   | Filip Benković (Utlånad till Celtic)                             |
| 16 | Österrike | F   | Aleksandar Dragović (Återvänder efter lån till Bayer Leverkusen) |

| Nr | Land      | Pos | Namn                                                             |
| -- | --------- | --- | ---------------------------------------------------------------- |
| 12 | England   | MV  | Ben Hamer (till Huddersfield Town)                               |
| 6  | Tyskland  | F   | Robert Huth (Klubb ej klar)                                      |
| 26 | Algeriet  | MF  | Riyad Mahrez (till Manchester City)                              |
| -  | Nigeria   | A   | Ahmed Musa (till Al-Nassr)                                       |
| -  | Argentina | A   | Leonardo Ulloa (till Pachuca)                                    |
| -  | England   | MF  | Harvey Barnes (Utlånad till West Bromwich Albion)                |
| -  | Wales     | MF  | George Thomas (Utlånad till Scunthorpe United)                   |
| -  | Algeriet  | A   | Islam Slimani (Utlånad till Fenerbahçe)                          |
| -  | Polen     | MF  | Bartosz Kapustka (Utlånad till OH Leuven)                        |
| -  | Kroatien  | F   | Filip Benković (Utlånad till Celtic)                             |
| 16 | Österrike | F   | Aleksandar Dragović (Återvänder efter lån till Bayer Leverkusen) |

#### Vinterövergångar 2019
| Nr | Land | Pos | Namn |
| -- | ---- | --- | ---- |

| Nr | Land | Pos | Namn |
| -- | ---- | --- | ---- |

| Nr | Land | Pos | Namn |
| -- | ---- | --- | ---- |

| Nr | Land | Pos | Namn |
| -- | ---- | --- | ---- |

### Liverpool

#### Sommarövergångar 2018
| Nr | Land      | Pos | Namn                                                              |
| -- | --------- | --- | ----------------------------------------------------------------- |
|    | Guinea    | MF  | Naby Keïta (från RB Leipzig)                                      |
|    | Brasilien | MF  | Fabinho (från AS Monaco)                                          |
|    | Schweiz   | MF  | Xherdan Shaqiri (från Stoke City)                                 |
|    | Brasilien | MV  | Alisson Becker (från Roma)                                        |
|    | Serbien   | A   | Lazar Marković (Återvänder efter lån från Anderlecht)             |
|    | Belgien   | A   | Divock Origi (Återvänder efter lån från Wolfsburg)                |
|    | England   | A   | Daniel Sturridge (Återvänder efter lån från West Bromwich Albion) |

| Nr | Land      | Pos | Namn                                                              |
| -- | --------- | --- | ----------------------------------------------------------------- |
|    | Guinea    | MF  | Naby Keïta (från RB Leipzig)                                      |
|    | Brasilien | MF  | Fabinho (från AS Monaco)                                          |
|    | Schweiz   | MF  | Xherdan Shaqiri (från Stoke City)                                 |
|    | Brasilien | MV  | Alisson Becker (från Roma)                                        |
|    | Serbien   | A   | Lazar Marković (Återvänder efter lån från Anderlecht)             |
|    | Belgien   | A   | Divock Origi (Återvänder efter lån från Wolfsburg)                |
|    | England   | A   | Daniel Sturridge (Återvänder efter lån från West Bromwich Albion) |

| Nr | Land     | Pos | Namn                                         |
| -- | -------- | --- | -------------------------------------------- |
| 23 | Tyskland | MF  | Emre Can (till Juventus)                     |
| -  | England  | F   | Jon Flanagan (till Rangers)                  |
| -  | Wales    | MF  | Jordan Williams (till Rochdale)              |
| 52 | Wales    | MV  | Danny Ward (till Leicester City)             |
| 17 | Estland  | F   | Ragnar Klavan (till Cagliari)                |
| 34 | Ungern   | MV  | Ádám Bogdán (Utlånad till Hibernian)         |
| 58 | Wales    | A   | Ben Woodburn (Utlånad till Sheffield United) |
| 28 | England  | A   | Danny Ings (Utlånad till Southampton)        |
| -  | Serbien  | MF  | Marko Grujić (Utlånad till Hertha Berlin)    |
| 56 | England  | F   | Connor Randall (Utlånad till Rochdale)       |
| 1  | Tyskland | MV  | Loris Karius (Utlånad till Beşiktaş)         |
| 54 | England  | MF  | Sheyi Ojo (Utlånad till Reims)               |

| Nr | Land     | Pos | Namn                                         |
| -- | -------- | --- | -------------------------------------------- |
| 23 | Tyskland | MF  | Emre Can (till Juventus)                     |
| -  | England  | F   | Jon Flanagan (till Rangers)                  |
| -  | Wales    | MF  | Jordan Williams (till Rochdale)              |
| 52 | Wales    | MV  | Danny Ward (till Leicester City)             |
| 17 | Estland  | F   | Ragnar Klavan (till Cagliari)                |
| 34 | Ungern   | MV  | Ádám Bogdán (Utlånad till Hibernian)         |
| 58 | Wales    | A   | Ben Woodburn (Utlånad till Sheffield United) |
| 28 | England  | A   | Danny Ings (Utlånad till Southampton)        |
| -  | Serbien  | MF  | Marko Grujić (Utlånad till Hertha Berlin)    |
| 56 | England  | F   | Connor Randall (Utlånad till Rochdale)       |
| 1  | Tyskland | MV  | Loris Karius (Utlånad till Beşiktaş)         |
| 54 | England  | MF  | Sheyi Ojo (Utlånad till Reims)               |

#### Vinterövergångar 2019
| Nr | Land | Pos | Namn |
| -- | ---- | --- | ---- |

| Nr | Land | Pos | Namn |
| -- | ---- | --- | ---- |

| Nr | Land | Pos | Namn |
| -- | ---- | --- | ---- |

| Nr | Land | Pos | Namn |
| -- | ---- | --- | ---- |

### Manchester City

#### Sommarövergångar 2018
| Nr | Land          | Pos | Namn                                                    |
| -- | ------------- | --- | ------------------------------------------------------- |
|    | Nederländerna | F   | Philippe Sandler (från Zwolle)                          |
|    | Algeriet      | MF  | Riyad Mahrez (från Leicester City)                      |
|    | Brasilien     | MF  | Douglas Luiz (Återvänder efter lån från Girona)         |
|    | Belgien       | F   | Jason Denayer (Återvänder efter lån från Galatasaray)   |
|    | Australien    | MF  | Luke Brattan (Återvänder efter lån från Melbourne City) |
|    | Serbien       | MF  | Luka Ilić (Återvänder efter lån från Röda Stjärnan)     |
|    | England       | MV  | Joe Hart (Återvänder efter lån från West Ham United)    |
|    | England       | MV  | Angus Gunn (Återvänder efter lån från Norwich City)     |
|    | Frankrike     | F   | Eliaquim Mangala (Återvänder efter lån från Everton)    |
|    | England       | MF  | Patrick Roberts (Återvänder efter lån från Celtic)      |
|    | England       | A   | Jack Harrison (Återvänder efter lån från Middlesbrough) |

| Nr | Land          | Pos | Namn                                                    |
| -- | ------------- | --- | ------------------------------------------------------- |
|    | Nederländerna | F   | Philippe Sandler (från Zwolle)                          |
|    | Algeriet      | MF  | Riyad Mahrez (från Leicester City)                      |
|    | Brasilien     | MF  | Douglas Luiz (Återvänder efter lån från Girona)         |
|    | Belgien       | F   | Jason Denayer (Återvänder efter lån från Galatasaray)   |
|    | Australien    | MF  | Luke Brattan (Återvänder efter lån från Melbourne City) |
|    | Serbien       | MF  | Luka Ilić (Återvänder efter lån från Röda Stjärnan)     |
|    | England       | MV  | Joe Hart (Återvänder efter lån från West Ham United)    |
|    | England       | MV  | Angus Gunn (Återvänder efter lån från Norwich City)     |
|    | Frankrike     | F   | Eliaquim Mangala (Återvänder efter lån från Everton)    |
|    | England       | MF  | Patrick Roberts (Återvänder efter lån från Celtic)      |
|    | England       | A   | Jack Harrison (Återvänder efter lån från Middlesbrough) |

| Nr | Land            | Pos | Namn                                          |
| -- | --------------- | --- | --------------------------------------------- |
| -  | Nederländerna   | MF  | Javairo Dilrosun (till Hertha Berlin)         |
| 42 | Elfenbenskusten | MF  | Yaya Touré (Klubb ej klar)                    |
| -  | Spanien         | F   | Pablo Maffeo (till Stuttgart)                 |
| -  | England         | MF  | Will Patching (till Notts County)             |
| -  | Nigeria         | A   | Olarenwaju Kayode (till Sjachtar Donetsk)     |
| -  | Spanien         | F   | Angelino (till PSV Eindhoven)                 |
| -  | England         | F   | Ashley Smith-Brown (till Plymouth Argyle)     |
| -  | England         | MF  | Jacob Davenport (till Blackburn Rovers)       |
| -  | England         | MV  | Angus Gunn (till Southampton)                 |
| -  | Australien      | MF  | Anthony Cáceres (Utlånad till Melbourne City) |
| -  | Spanien         | F   | Pablo Marí (Utlånad till Deportivo La Coruna) |
| -  | Spanien         | MF  | Manuel García (Utlånad till Toulouse)         |
| -  | USA             | F   | Erik Palmer-Brown (Utlånad till Breda)        |
| 75 | Spanien         | MF  | Aleix García (Utlånad till Girona)            |

| Nr | Land            | Pos | Namn                                          |
| -- | --------------- | --- | --------------------------------------------- |
| -  | Nederländerna   | MF  | Javairo Dilrosun (till Hertha Berlin)         |
| 42 | Elfenbenskusten | MF  | Yaya Touré (Klubb ej klar)                    |
| -  | Spanien         | F   | Pablo Maffeo (till Stuttgart)                 |
| -  | England         | MF  | Will Patching (till Notts County)             |
| -  | Nigeria         | A   | Olarenwaju Kayode (till Sjachtar Donetsk)     |
| -  | Spanien         | F   | Angelino (till PSV Eindhoven)                 |
| -  | England         | F   | Ashley Smith-Brown (till Plymouth Argyle)     |
| -  | England         | MF  | Jacob Davenport (till Blackburn Rovers)       |
| -  | England         | MV  | Angus Gunn (till Southampton)                 |
| -  | Australien      | MF  | Anthony Cáceres (Utlånad till Melbourne City) |
| -  | Spanien         | F   | Pablo Marí (Utlånad till Deportivo La Coruna) |
| -  | Spanien         | MF  | Manuel García (Utlånad till Toulouse)         |
| -  | USA             | F   | Erik Palmer-Brown (Utlånad till Breda)        |
| 75 | Spanien         | MF  | Aleix García (Utlånad till Girona)            |

#### Vinterövergångar 2019
| Nr | Land | Pos | Namn |
| -- | ---- | --- | ---- |

| Nr | Land | Pos | Namn |
| -- | ---- | --- | ---- |

| Nr | Land | Pos | Namn |
| -- | ---- | --- | ---- |

| Nr | Land | Pos | Namn |
| -- | ---- | --- | ---- |

### Manchester United

#### Sommarövergångar 2018
| Nr | Land          | Pos | Namn                                                           |
| -- | ------------- | --- | -------------------------------------------------------------- |
|    | Brasilien     | MF  | Fred (från Sjachtar Donetsk)                                   |
|    | Portugal      | F   | Diogo Dalot (från Porto)                                       |
|    | England       | MV  | Lee Grant (från Stoke City)                                    |
|    | Brasilien     | MF  | Andreas Pereira (Återvänder efter lån från Valencia)           |
|    | Nederländerna | F   | Timothy Fosu-Mensah (Återvänder efter lån från Crystal Palace) |
|    | England       | F   | Axel Tuanzebe (Återvänder efter lån från Aston Villa)          |
|    | England       | A   | James Wilson (Återvänder efter lån från Sheffield United)      |

| Nr | Land          | Pos | Namn                                                           |
| -- | ------------- | --- | -------------------------------------------------------------- |
|    | Brasilien     | MF  | Fred (från Sjachtar Donetsk)                                   |
|    | Portugal      | F   | Diogo Dalot (från Porto)                                       |
|    | England       | MV  | Lee Grant (från Stoke City)                                    |
|    | Brasilien     | MF  | Andreas Pereira (Återvänder efter lån från Valencia)           |
|    | Nederländerna | F   | Timothy Fosu-Mensah (Återvänder efter lån från Crystal Palace) |
|    | England       | F   | Axel Tuanzebe (Återvänder efter lån från Aston Villa)          |
|    | England       | A   | James Wilson (Återvänder efter lån från Sheffield United)      |

| Nr | Land    | Pos | Namn                                           |
| -- | ------- | --- | ---------------------------------------------- |
| 16 | England | MF  | Michael Carrick (Avslutat karriären)           |
| -  | England | F   | Joe Riley (till Bradford City)                 |
| 32 | England | MV  | Sam Johnstone (till West Bromwich Albion)      |
| -  | England | MV  | Dean Henderson (Utlånad till Sheffield United) |

| Nr | Land    | Pos | Namn                                           |
| -- | ------- | --- | ---------------------------------------------- |
| 16 | England | MF  | Michael Carrick (Avslutat karriären)           |
| -  | England | F   | Joe Riley (till Bradford City)                 |
| 32 | England | MV  | Sam Johnstone (till West Bromwich Albion)      |
| -  | England | MV  | Dean Henderson (Utlånad till Sheffield United) |

#### Vinterövergångar 2019
| Nr | Land | Pos | Namn |
| -- | ---- | --- | ---- |

| Nr | Land | Pos | Namn |
| -- | ---- | --- | ---- |

| Nr | Land | Pos | Namn |
| -- | ---- | --- | ---- |

| Nr | Land | Pos | Namn |
| -- | ---- | --- | ---- |

### Newcastle United

#### Sommarövergångar 2018
| Nr | Land      | Pos | Namn                                                        |
| -- | --------- | --- | ----------------------------------------------------------- |
|    | Spanien   | MF  | Mikel Merino (från Borussia Dortmund)                       |
|    | Slovakien | MV  | Martin Dubravka (från Sparta Prag)                          |
|    | Sydkorea  | MF  | Ki Sung-Yueng (från Swansea City)                           |
|    | England   | MF  | Rolando Aarons (Återvänder efter lån från Hellas Verona)    |
|    | Belgien   | MV  | Matz Sels (Återvänder efter lån från Anderlecht)            |
|    | Senegal   | MF  | Henri Saivet (Återvänder efter lån från Sivasspor)          |
|    | Marocko   | F   | Achraf Lazaar (Återvänder efter lån från Benevento)         |
|    | England   | MV  | Freddie Woodman (Återvänder efter lån från Aberdeen)        |
|    | England   | MF  | Jack Colback (Återvänder efter lån från Nottingham Forest)  |
|    | Serbien   | A   | Aleksandar Mitrović (Återvänder efter lån från Fulham)      |
|    | England   | A   | Adam Armstrong (Återvänder efter lån från Blackburn Rovers) |
|    | England   | A   | Ivan Toney (Återvänder efter lån från Scunthorpe United)    |

| Nr | Land      | Pos | Namn                                                        |
| -- | --------- | --- | ----------------------------------------------------------- |
|    | Spanien   | MF  | Mikel Merino (från Borussia Dortmund)                       |
|    | Slovakien | MV  | Martin Dubravka (från Sparta Prag)                          |
|    | Sydkorea  | MF  | Ki Sung-Yueng (från Swansea City)                           |
|    | England   | MF  | Rolando Aarons (Återvänder efter lån från Hellas Verona)    |
|    | Belgien   | MV  | Matz Sels (Återvänder efter lån från Anderlecht)            |
|    | Senegal   | MF  | Henri Saivet (Återvänder efter lån från Sivasspor)          |
|    | Marocko   | F   | Achraf Lazaar (Återvänder efter lån från Benevento)         |
|    | England   | MV  | Freddie Woodman (Återvänder efter lån från Aberdeen)        |
|    | England   | MF  | Jack Colback (Återvänder efter lån från Nottingham Forest)  |
|    | Serbien   | A   | Aleksandar Mitrović (Återvänder efter lån från Fulham)      |
|    | England   | A   | Adam Armstrong (Återvänder efter lån från Blackburn Rovers) |
|    | England   | A   | Ivan Toney (Återvänder efter lån från Scunthorpe United)    |

| Nr | Land       | Pos | Namn                                                     |
| -- | ---------- | --- | -------------------------------------------------------- |
| 27 | Spanien    | F   | Jesús Gámez (Klubb ej klar)                              |
| 25 | Frankrike  | F   | Massadio Haidara (till Lens)                             |
| 38 | Australien | F   | Curtis Good (Klubb ej klar)                              |
| -  | Skottland  | F   | Stuart Findlay (till Kilmarnock)                         |
| -  | England    | F   | Macaulay Gillesphey (till Carlisle United)               |
| -  | England    | A   | Alex Gilliead (till Shrewsbury Town)                     |
| 15 | Brasilien  | MF  | Kenedy (Återvänder efter lån till Chelsea)               |
| 13 | Algeriet   | A   | Islam Slimani (Återvänder efter lån till Leicester City) |

| Nr | Land       | Pos | Namn                                                     |
| -- | ---------- | --- | -------------------------------------------------------- |
| 27 | Spanien    | F   | Jesús Gámez (Klubb ej klar)                              |
| 25 | Frankrike  | F   | Massadio Haidara (till Lens)                             |
| 38 | Australien | F   | Curtis Good (Klubb ej klar)                              |
| -  | Skottland  | F   | Stuart Findlay (till Kilmarnock)                         |
| -  | England    | F   | Macaulay Gillesphey (till Carlisle United)               |
| -  | England    | A   | Alex Gilliead (till Shrewsbury Town)                     |
| 15 | Brasilien  | MF  | Kenedy (Återvänder efter lån till Chelsea)               |
| 13 | Algeriet   | A   | Islam Slimani (Återvänder efter lån till Leicester City) |

#### Vinterövergångar 2019
| Nr | Land | Pos | Namn |
| -- | ---- | --- | ---- |

| Nr | Land | Pos | Namn |
| -- | ---- | --- | ---- |

| Nr | Land | Pos | Namn |
| -- | ---- | --- | ---- |

| Nr | Land | Pos | Namn |
| -- | ---- | --- | ---- |

### Southampton

#### Sommarövergångar 2018
| Nr | Land          | Pos | Namn                                                      |
| -- | ------------- | --- | --------------------------------------------------------- |
|    | Skottland     | MF  | Stuart Armstrong (från Celtic)                            |
|    | Norge         | A   | Mohamed Elyounoussi (från Basel)                          |
|    | England       | MV  | Angus Gunn (från Manchester City)                         |
|    | Nederländerna | MF  | Jordy Clasie (Återvänder efter lån från Club Brugge)      |
|    | England       | F   | Matt Targett (Återvänder efter lån från Fulham)           |
|    | England       | MF  | Harrison Reed (Återvänder efter lån från Norwich City)    |
|    | England       | A   | Sam Gallagher (Återvänder efter lån från Birmingham City) |

| Nr | Land          | Pos | Namn                                                      |
| -- | ------------- | --- | --------------------------------------------------------- |
|    | Skottland     | MF  | Stuart Armstrong (från Celtic)                            |
|    | Norge         | A   | Mohamed Elyounoussi (från Basel)                          |
|    | England       | MV  | Angus Gunn (från Manchester City)                         |
|    | Nederländerna | MF  | Jordy Clasie (Återvänder efter lån från Club Brugge)      |
|    | England       | F   | Matt Targett (Återvänder efter lån från Fulham)           |
|    | England       | MF  | Harrison Reed (Återvänder efter lån från Norwich City)    |
|    | England       | A   | Sam Gallagher (Återvänder efter lån från Birmingham City) |

| Nr | Land      | Pos | Namn                                       |
| -- | --------- | --- | ------------------------------------------ |
| -  | England   | A   | Olufela Olomola (till Scunthorpe United)   |
| -  | England   | F   | Will Wood (till Accrington Stanley)        |
| 25 | Rumänien  | F   | Florin Gardos (till Universitatea Craiova) |
| 26 | Frankrike | F   | Jérémy Pied (Klubb ej klar)                |
| 11 | Serbien   | MF  | Dušan Tadić (till Ajax)                    |
| 9  | Argentina | A   | Guido Carrillo (Utlånad till Leganés)      |

| Nr | Land      | Pos | Namn                                       |
| -- | --------- | --- | ------------------------------------------ |
| -  | England   | A   | Olufela Olomola (till Scunthorpe United)   |
| -  | England   | F   | Will Wood (till Accrington Stanley)        |
| 25 | Rumänien  | F   | Florin Gardos (till Universitatea Craiova) |
| 26 | Frankrike | F   | Jérémy Pied (Klubb ej klar)                |
| 11 | Serbien   | MF  | Dušan Tadić (till Ajax)                    |
| 9  | Argentina | A   | Guido Carrillo (Utlånad till Leganés)      |

#### Vinterövergångar 2019
| Nr | Land | Pos | Namn |
| -- | ---- | --- | ---- |

| Nr | Land | Pos | Namn |
| -- | ---- | --- | ---- |

| Nr | Land | Pos | Namn |
| -- | ---- | --- | ---- |

| Nr | Land | Pos | Namn |
| -- | ---- | --- | ---- |

### Tottenham Hotspur

#### Sommarövergångar 2018
| Nr | Land          | Pos | Namn                                                            |
| -- | ------------- | --- | --------------------------------------------------------------- |
|    | Nederländerna | A   | Vincent Janssen (Återvänder efter lån från Fenerbahçe)          |
|    | USA           | F   | Cameron Carter-Vickers (Återvänder efter lån från Ipswich Town) |
|    | England       | MF  | Josh Onomah (Återvänder efter lån från Aston Villa)             |
|    | Kamerun       | MF  | Georges-Kevin N'Koudou (Återvänder efter lån från Burnley)      |

| Nr | Land          | Pos | Namn                                                            |
| -- | ------------- | --- | --------------------------------------------------------------- |
|    | Nederländerna | A   | Vincent Janssen (Återvänder efter lån från Fenerbahçe)          |
|    | USA           | F   | Cameron Carter-Vickers (Återvänder efter lån från Ipswich Town) |
|    | England       | MF  | Josh Onomah (Återvänder efter lån från Aston Villa)             |
|    | Kamerun       | MF  | Georges-Kevin N'Koudou (Återvänder efter lån från Burnley)      |

| Nr | Land    | Pos | Namn                                            |
| -- | ------- | --- | ----------------------------------------------- |
| -  | England | A   | Keanan Bennetts (till Borussia Mönchengladbach) |

| Nr | Land    | Pos | Namn                                            |
| -- | ------- | --- | ----------------------------------------------- |
| -  | England | A   | Keanan Bennetts (till Borussia Mönchengladbach) |

#### Vinterövergångar 2019
| Nr | Land | Pos | Namn |
| -- | ---- | --- | ---- |

| Nr | Land | Pos | Namn |
| -- | ---- | --- | ---- |

| Nr | Land | Pos | Namn |
| -- | ---- | --- | ---- |

| Nr | Land | Pos | Namn |
| -- | ---- | --- | ---- |

### Watford

#### Sommarövergångar 2018
| Nr | Land            | Pos | Namn                                                     |
| -- | --------------- | --- | -------------------------------------------------------- |
|    | England         | F   | Ben Wilmot (från Stevenage)                              |
|    | Spanien         | A   | Gerard Deulofeu (från Barcelona)                         |
|    | Spanien         | F   | Marc Navarro (från Espanyol)                             |
|    | Italien         | F   | Adam Masina (från Bologna)                               |
|    | Sverige         | MF  | Ken Sema (från Östersunds FK)                            |
|    | England         | MV  | Ben Foster (från West Bromwich)                          |
|    | Nigeria         | A   | Isaac Success (Återvänder efter lån från Málaga)         |
|    | Venezuela       | A   | Adalberto Peñaranda (Återvänder efter lån från Málaga)   |
|    | Frankrike       | F   | Dimitri Foulquier (Återvänder efter lån från Strasbourg) |
|    | Elfenbenskusten | F   | Brice Dja Djédjé (Återvänder efter lån från Lens)        |
|    | Belgien         | A   | Obbi Oulare (Återvänder efter lån från Royal Antwerp)    |
|    | Sverige         | MV  | Pontus Dahlberg (Återvänder efter lån från IFK Göteborg) |
|    | Colombia        | A   | Cucho Hernández (Återvänder efter lån från Huesca)       |
|    | Marocko         | MF  | Nordin Amrabat (Återvänder efter lån från Leganés)       |

| Nr | Land            | Pos | Namn                                                     |
| -- | --------------- | --- | -------------------------------------------------------- |
|    | England         | F   | Ben Wilmot (från Stevenage)                              |
|    | Spanien         | A   | Gerard Deulofeu (från Barcelona)                         |
|    | Spanien         | F   | Marc Navarro (från Espanyol)                             |
|    | Italien         | F   | Adam Masina (från Bologna)                               |
|    | Sverige         | MF  | Ken Sema (från Östersunds FK)                            |
|    | England         | MV  | Ben Foster (från West Bromwich)                          |
|    | Nigeria         | A   | Isaac Success (Återvänder efter lån från Málaga)         |
|    | Venezuela       | A   | Adalberto Peñaranda (Återvänder efter lån från Málaga)   |
|    | Frankrike       | F   | Dimitri Foulquier (Återvänder efter lån från Strasbourg) |
|    | Elfenbenskusten | F   | Brice Dja Djédjé (Återvänder efter lån från Lens)        |
|    | Belgien         | A   | Obbi Oulare (Återvänder efter lån från Royal Antwerp)    |
|    | Sverige         | MV  | Pontus Dahlberg (Återvänder efter lån från IFK Göteborg) |
|    | Colombia        | A   | Cucho Hernández (Återvänder efter lån från Huesca)       |
|    | Marocko         | MF  | Nordin Amrabat (Återvänder efter lån från Leganés)       |

| Nr | Land      | Pos | Namn                                                 |
| -- | --------- | --- | ---------------------------------------------------- |
| -  | Rumänien  | MV  | Costel Pantilimon (till Nottingham Forest)           |
| 20 | Argentina | A   | Mauro Zárate (till Boca Juniors)                     |
| 28 | Peru      | A   | André Carrillo (Återvänder efter lån till Benfica)   |
| 13 | Mali      | F   | Molla Wagué (Återvänder efter lån till Udinese)      |
| 30 | Grekland  | MV  | Orestis Karnezis (Återvänder efter lån till Udinese) |
| 12 | Gabon     | MF  | Didier Ndong (Återvänder efter lån till Sunderland)  |

| Nr | Land      | Pos | Namn                                                 |
| -- | --------- | --- | ---------------------------------------------------- |
| -  | Rumänien  | MV  | Costel Pantilimon (till Nottingham Forest)           |
| 20 | Argentina | A   | Mauro Zárate (till Boca Juniors)                     |
| 28 | Peru      | A   | André Carrillo (Återvänder efter lån till Benfica)   |
| 13 | Mali      | F   | Molla Wagué (Återvänder efter lån till Udinese)      |
| 30 | Grekland  | MV  | Orestis Karnezis (Återvänder efter lån till Udinese) |
| 12 | Gabon     | MF  | Didier Ndong (Återvänder efter lån till Sunderland)  |

#### Vinterövergångar 2019
| Nr | Land | Pos | Namn |
| -- | ---- | --- | ---- |

| Nr | Land | Pos | Namn |
| -- | ---- | --- | ---- |

| Nr | Land | Pos | Namn |
| -- | ---- | --- | ---- |

| Nr | Land | Pos | Namn |
| -- | ---- | --- | ---- |

### West Ham United

#### Sommarövergångar 2018
| Nr | Land      | Pos | Namn                                                              |
| -- | --------- | --- | ----------------------------------------------------------------- |
|    | England   | F   | Ryan Fredericks (från Fulham)                                     |
|    | Frankrike | F   | Issa Diop (från Toulouse)                                         |
|    | Polen     | MV  | Łukasz Fabiański (från Swansea City)                              |
|    | England   | MF  | Jack Wilshere (från Arsenal)                                      |
|    | England   | F   | Reece Oxford (Återvänder efter lån från Borussia Mönchengladbach) |
|    | England   | MF  | Moses Makasi (Återvänder efter lån från Plymouth Argyle)          |
|    | Skottland | MF  | Robert Snodgrass (Återvänder efter lån från Aston Villa)          |

| Nr | Land      | Pos | Namn                                                              |
| -- | --------- | --- | ----------------------------------------------------------------- |
|    | England   | F   | Ryan Fredericks (från Fulham)                                     |
|    | Frankrike | F   | Issa Diop (från Toulouse)                                         |
|    | Polen     | MV  | Łukasz Fabiański (från Swansea City)                              |
|    | England   | MF  | Jack Wilshere (från Arsenal)                                      |
|    | England   | F   | Reece Oxford (Återvänder efter lån från Borussia Mönchengladbach) |
|    | England   | MF  | Moses Makasi (Återvänder efter lån från Plymouth Argyle)          |
|    | Skottland | MF  | Robert Snodgrass (Återvänder efter lån från Aston Villa)          |

| Nr | Land      | Pos | Namn                                                 |
| -- | --------- | --- | ---------------------------------------------------- |
| 19 | Wales     | F   | James Collins (Klubb ej klar)                        |
| -  | Frankrike | F   | Patrice Evra (Klubb ej klar)                         |
| 32 | England   | F   | Reece Burke (till Hull City)                         |
| 18 | Portugal  | MF  | João Mário (Återvänder efter lån till Inter)         |
| 25 | England   | MV  | Joe Hart (Återvänder efter lån till Manchester City) |

| Nr | Land      | Pos | Namn                                                 |
| -- | --------- | --- | ---------------------------------------------------- |
| 19 | Wales     | F   | James Collins (Klubb ej klar)                        |
| -  | Frankrike | F   | Patrice Evra (Klubb ej klar)                         |
| 32 | England   | F   | Reece Burke (till Hull City)                         |
| 18 | Portugal  | MF  | João Mário (Återvänder efter lån till Inter)         |
| 25 | England   | MV  | Joe Hart (Återvänder efter lån till Manchester City) |

#### Vinterövergångar 2019
| Nr | Land | Pos | Namn |
| -- | ---- | --- | ---- |

| Nr | Land | Pos | Namn |
| -- | ---- | --- | ---- |

| Nr | Land | Pos | Namn |
| -- | ---- | --- | ---- |

| Nr | Land | Pos | Namn |
| -- | ---- | --- | ---- |

### Wolverhampton Wanderers

#### Sommarövergångar 2018
| Nr | Land              | Pos | Namn                                                                |
| -- | ----------------- | --- | ------------------------------------------------------------------- |
|    | Portugal          | A   | Diogo Jota (från Atlético Madrid)                                   |
|    | Frankrike         | F   | Willy Boly (från Porto)                                             |
|    | Kongo-Kinshasa    | A   | Benik Afobe (från Bournemouth)                                      |
|    | Portugal          | MV  | Rui Patrício (från Sporting Lissabon)                               |
|    | Brasilien         | A   | Léo Bonatini (från Al-Hilal)                                        |
|    | Portugal          | F   | Rúben Vinagre (från AS Monaco)                                      |
|    | Mexiko            | A   | Raúl Jiménez (Inlånad från Benfica)                                 |
|    | Nederländerna     | A   | Paul Gladon (Återvänder efter lån från Heracles)                    |
|    | Kongo-Brazzaville | MF  | Prince Oniangué (Återvänder efter lån från Angers)                  |
|    | Skottland         | MV  | Jack Ruddy (Återvänder efter lån från Ayr United)                   |
|    | England           | F   | Dominic Iorfa (Återvänder efter lån från Ipswich Town)              |
|    | England           | F   | Ethan Ebanks-Landell (Återvänder efter lån från Milton Keynes Dons) |
|    | Frankrike         | F   | Sylvain Deslandes (Återvänder efter lån från Portsmouth)            |
|    | England           | MF  | Ben Stevenson (Återvänder efter lån från Colchester United)         |
|    | Irland            | MF  | Connor Ronan (Återvänder efter lån från Portsmouth)                 |
|    | Polen             | MF  | Michal Zyro (Återvänder efter lån från Charlton Athletic)           |

| Nr | Land              | Pos | Namn                                                                |
| -- | ----------------- | --- | ------------------------------------------------------------------- |
|    | Portugal          | A   | Diogo Jota (från Atlético Madrid)                                   |
|    | Frankrike         | F   | Willy Boly (från Porto)                                             |
|    | Kongo-Kinshasa    | A   | Benik Afobe (från Bournemouth)                                      |
|    | Portugal          | MV  | Rui Patrício (från Sporting Lissabon)                               |
|    | Brasilien         | A   | Léo Bonatini (från Al-Hilal)                                        |
|    | Portugal          | F   | Rúben Vinagre (från AS Monaco)                                      |
|    | Mexiko            | A   | Raúl Jiménez (Inlånad från Benfica)                                 |
|    | Nederländerna     | A   | Paul Gladon (Återvänder efter lån från Heracles)                    |
|    | Kongo-Brazzaville | MF  | Prince Oniangué (Återvänder efter lån från Angers)                  |
|    | Skottland         | MV  | Jack Ruddy (Återvänder efter lån från Ayr United)                   |
|    | England           | F   | Dominic Iorfa (Återvänder efter lån från Ipswich Town)              |
|    | England           | F   | Ethan Ebanks-Landell (Återvänder efter lån från Milton Keynes Dons) |
|    | Frankrike         | F   | Sylvain Deslandes (Återvänder efter lån från Portsmouth)            |
|    | England           | MF  | Ben Stevenson (Återvänder efter lån från Colchester United)         |
|    | Irland            | MF  | Connor Ronan (Återvänder efter lån från Portsmouth)                 |
|    | Polen             | MF  | Michal Zyro (Återvänder efter lån från Charlton Athletic)           |

| Nr | Land           | Pos | Namn                                                  |
| -- | -------------- | --- | ----------------------------------------------------- |
| -  | England        | MV  | Jonathan Flatt (till Scunthorpe United)               |
| -  | Haiti          | A   | Duckens Nazon (till Sint-Truiden)                     |
| -  | England        | MF  | Ben Marshall (till Norwich City)                      |
| -  | Slovakien      | MF  | Christian Herc (Utlånad till Dunajská Streda)         |
| 19 | Kongo-Kinshasa | A   | Benik Afobe (Utlånad till Stoke City)                 |
| -  | Wales          | A   | Aaron Collins (Utlånad till Colchester United)        |
| -  | England        | MV  | Harry Burgoyne (Utlånad till Plymouth Argyle)         |
| -  | Nederländerna  | MF  | Sherwin Seedorf (Utlånad till Bradford City)          |
| 4  | Senegal        | MF  | Alfred N'Diaye (Återvänder efter lån till Villarreal) |

| Nr | Land           | Pos | Namn                                                  |
| -- | -------------- | --- | ----------------------------------------------------- |
| -  | England        | MV  | Jonathan Flatt (till Scunthorpe United)               |
| -  | Haiti          | A   | Duckens Nazon (till Sint-Truiden)                     |
| -  | England        | MF  | Ben Marshall (till Norwich City)                      |
| -  | Slovakien      | MF  | Christian Herc (Utlånad till Dunajská Streda)         |
| 19 | Kongo-Kinshasa | A   | Benik Afobe (Utlånad till Stoke City)                 |
| -  | Wales          | A   | Aaron Collins (Utlånad till Colchester United)        |
| -  | England        | MV  | Harry Burgoyne (Utlånad till Plymouth Argyle)         |
| -  | Nederländerna  | MF  | Sherwin Seedorf (Utlånad till Bradford City)          |
| 4  | Senegal        | MF  | Alfred N'Diaye (Återvänder efter lån till Villarreal) |

#### Vinterövergångar 2019
| Nr | Land | Pos | Namn |
| -- | ---- | --- | ---- |

| Nr | Land | Pos | Namn |
| -- | ---- | --- | ---- |

| Nr | Land | Pos | Namn |
| -- | ---- | --- | ---- |

| Nr | Land | Pos | Namn |
| -- | ---- | --- | ---- |